# Narciarstwo wodne na Igrzyskach Panamerykańskich 2019
Narciarstwo wodne na Igrzyskach Panamerykańskich 2019 odbywało się w dniach 27–30 lipca 2019 roku na La Laguna de Bujama położonym 90 km od gospodarza igrzysk, Limy. Czterdziestu ośmiu zawodników obojga płci rywalizowało łącznie w dziesięciu konkurencjach.

## Podsumowanie

### Klasyfikacja medalowa
| Klasyfikacja medalowa | Klasyfikacja medalowa | Klasyfikacja medalowa | Klasyfikacja medalowa | Klasyfikacja medalowa | Klasyfikacja medalowa |
| Miejsce               | państwo               | Złoto                 | Srebro                | Brąz                  | Razem                 |
| --------------------- | --------------------- | --------------------- | --------------------- | --------------------- | --------------------- |
| 1                     | Stany Zjednoczone     | 5                     | 2                     | 1                     | 8                     |
| 2                     | Kanada                | 1                     | 5                     | 4                     | 10                    |
| 3                     | Argentyna             | 1                     | 1                     | 1                     | 3                     |
| 4                     | Peru                  | 1                     | 0                     | 0                     | 1                     |
| 5                     | Meksyk                | 1                     | 0                     | 2                     | 3                     |
| 6                     | Dominikana            | 1                     | 0                     | 0                     | 1                     |
| 7                     | Chile                 | 0                     | 2                     | 1                     | 3                     |
| 8                     | Brazylia              | 0                     | 0                     | 1                     | 1                     |
| Razem                 | Razem                 | 10                    | 10                    | 10                    | 30                    |

### Medaliści
| Konkurencja | 1. miejsce        | 2. miejsce         | 3. miejsce          |           |
| Mężczyźni   | Mężczyźni         | Mężczyźni          | Mężczyźni           | Mężczyźni |
| ----------- | ----------------- | ------------------ | ------------------- | --------- |
| Skoki       | Taylor Garcia     | Felipe Miranda     | Dorien Llewellyn    |           |
| Slalom      | Robert Pigozzi    | Stephen Neveu      | Carlos Lamadrid     |           |
| Triki       | Patricio Font     | Dorien Llewellyn   | Adam Pickos         |           |
| Wielobój    | Dorien Llewellyn  | Rodrigo Miranda    | Tobias Giorgis      |           |
| Wakeboard   | Andrew Adkison    | Ulf Ditsch         | Patricio Gonzalez   |           |
| Kobiety     |                   |                    |                     |           |
| Skoki       | Regina Jaquess    | Whitney McClintock | Valentina Gonzalez  |           |
| Slalom      | Regina Jaquess    | Whitney McClintock | Paige Rini          |           |
| Triki       | Natalia Cuglievan | Erika Lang         | Paige Rini          |           |
| Wielobój    | Regina Jaquess    | Whitney McClintock | Paige Rini          |           |
| Wakeboard   | Eugenia De Armas  | Mary Howell        | Mariana Nep Ribeiro |           |